# Карасьов Володимир Сергійович
Володимир Сергійович Карасьов (25 травня 1934, Рокитне — 18 травня 1993, Київ) — український науковець-матеріалознавець радіаційного напряму, фізик-ядерник, інженер-технолог. Доктор фізико-математичних наук (1985), професор (1988). Розробник радіаційно стійких матеріалів для потреб атомної енергетики, фахівець з розвитку ядерного реактора ВВР-М, ліквідатор наслідків Чорнобильської катастрофи.
Понад 20 років — науковий співробітник Інституту ядерних досліджень АН УРСР (1970—1993), з яких 16 років — завідувач відділу радіаційного матеріалознавства. Перший директор Міжгалузевого науково-технічного центру «Укриття» (1992—1993). Автор понад 200 наукових робіт.

## Життєпис

Могила Володимира Карасьова, Байкове кладовище

Народився 25 травня 1934 року в селі Рокитне на Київщині.
У 1956 році закінчив теплотехнічний факультет Київського політехнічного інституту. Відтоді ж — науковий співробітник дослідно-конструкторського бюро «Гідропрес» (Подольськ).
У 1959 році повернувся до Києва, де обійняв посаду наукового співробітника Інституту фізики АН УРСР. В Інституті, зокрема, досліджував ядерні реакції з альфа-частинками. З 1962 року — головний інженер лабораторії радіаційного матеріалознавства, з 1966 року — головний інженер ядерного реактора ВВР-М. Під керівництвом Володимира Карасьова створена експериментальна база та лабораторія з «гарячими» камерами.
У 1970 році став одним з перших співробітників Інституту ядерних досліджень АН УРСР. Понад 20 років розробляв радіаційно стійкі матеріали для потреб атомної енергетики. З 1977 року — завідувач відділу радіаційного матеріалознавства.
У 1982 році нагороджений премією Ради Міністрів СРСР — «за розробку комплексу обладнання для високотемпературних прискорених досліджень міцнісних властивостей конструкційних матеріалів у різних середовищах та впровадження результатів досліджень у вироби нової техніки». У 1985 році захистив дисертацію та здобув науковий ступінь доктора фізико-математичних наук, через три роки затверджений у вченому званні професора.
З 1991 року — член складу I скликання Національної комісії з радіаційного захисту населення України. Через рік, за рекомендацією професора Віктора Бар'яхтара, призначений генеральним директором новоствореного Міжгалузевого науково-технічного центру «Укриття» (МНТЦ «Укриття»). На цій посаді встиг пропрацювати менше року, розпочав роботу над перетворенням ізоляційної споруди «Укриття» на екологічно безпечну систему, над зняттям з експлуатації енергоблоків ЧАЕС.
Помер від наслідків роботи у Чорнобильській зоні, за тиждень до 59-го дня народження, 18 травня 1993 року. Похований разом з дружиною на Байковому кладовищі (ділянка № 49а, 50°25′1.73″ пн. ш. 30°30′4.94″ сх. д. / 50.4171472° пн. ш. 30.5013722° сх. д.).

## Наукова діяльність
Автор понад 200 наукових робіт. Член наукової ради з проблеми «Радіаційна фізика твердого тіла» Академії наук СРСР та секції «Фізика твердого тіла» Академії наук УРСР. Член редакційної колегії збірника «Питання атомної науки і техніки» серії «Фізика радіаційних ушкоджень і радіаційне матеріалознавство».
Під час Чорнобильської катастрофи брав участь у ліквідації її наслідків, діагностував післяаварійний стан 3-го блоку ЧАЕС, виконав роботи з прогнозування його подальшої експлуатації. Під керівництвом Володимира Карасьова МНТЦ «Укриття» створило необхідну технічну базу, здійснило роботи з забезпечення безпеки об'єкта.
За рік після катастрофи надав свої коментарі щодо виконаної роботи в Чорнобилі та причинах трагедії колезі Борису Малиновському, які автор опублікував в 2001 році, в книзі «Академия наук Украины в дни Чернобыльской трагедии». У великій розповіді Володимир Карасьов розповів, серед іншого, наступне:
|  | Мені було цілком зрозуміло, що вибух був не тепловий, а ядерний. Його потужність становила приблизно одну мегатонну. ... Вина за аварію лежить насамперед на фізиках. Реактор має бути безпечним за своїми принципами побудови! Вибух викликав стресову ситуацію не тільки у населення, а й у спеціалістів. Немов у покарання, саме фізикам довелося надтерміново шукати шляхи виходу з небезпечного становища, що склалося. |

## Науковий доробок (частковий)
- Реконструкция второго яруса и создание гамма-облучателя в хранилище отработанных тепловыделяющих элементов: V конференция по физике и технике исслед. реакторов в Варшаве (ПНР) / В. С. Карасев, Ю. А. Цыбулько, И. М. Горбач и др. — Киев: [б. и.], 1968. — 16 с., 6 л. черт.; 21 см.
- Калориметрия излучений ядерного реактора / В. М. Коляда, В. С. Карасев. — Москва: Атомиздат, 1974. — 184 с.; 22 см.
- Обратимое снижение модуля сдвига железа и его сплавов во время облучения // В. С. Карасев и др.; АЭ. 1983. Т. 54, вып. 3
- Неразрушающий контроль температурных полей и механических напряжений в корпусах реакторов / М. Е. Гуревич, В. С. Карасев, Ю. В. Корнюшин, А. И. Носарь. — Киев: ИМФ, 1989. — 11, [1] с.; 20 см.
- Методика исследования изменений внутреннего трения материалов в плазме тлеющего разряда / Н. С. Зарицкий, В. С. Карасев, Н. А. Охота, Ю. А. Цыбулько. — Киев: ИЯИ, 1989. — 13 с. : ил.; 19 см.
- Study of helium diffusion on grain boundaries by method of internal friction // V. S. Karasyov; Effects of Radiation on Materials: 14-th Intern. Symposium. Philadelphia, 1989. Vol. 1
- Нодульная коррозия циркониевых труб канальных реакторов // В. С. Карасев и др.; АЭ. 1992. Т. 72, вып. 2